# Mont Zulia
Pour les articles homonymes, voir Zulia.
Le mont Zulia ou Losolia est un sommet culminant à 2 149 mètres dans le parc national Kidepo Valley, dans le Nord-Est de l'Ouganda, dans la province semi-aride du Karamoja, près de la frontière sud-soudanaise.
Les Toposa, habitant actuellement l'Équatoria-Oriental au Soudan du Sud, disent être originaires des pentes du mont Zulia dont ils auraient été chassés par de sévères sécheresses.[réf. souhaitée]